# Capanemia brachycion
Capanemia brachycion är en orkidéart som först beskrevs av August Heinrich Rudolf Grisebach, och fick sitt nu gällande namn av Rudolf Schlechter. Capanemia brachycion ingår i släktet Capanemia och familjen orkidéer. Inga underarter finns listade i Catalogue of Life.